# Hermann Suter
Pour les articles homonymes, voir Suter.
Hermann Suter, né le 28 avril 1870 à Kaiserstuhl et mort le 22 juin 1926 à Bâle, est un compositeur, chef d'orchestre et pédagogue suisse.

## Biographie
Originaire d'une famille d'enseignants mélomanes (son père était organiste pendant ses loisirs), il joue, à l'âge de treize ans déjà, du piano et du violon et écrit sa première composition. Il étudie avec Hans Huber et Alfred Glaus. Ce n'est qu'en 1888 qu'il se consacre pleinement à la musique, et part étudier à Stuttgart (avec Immanuel Faißt) et Leipzig (avec Carl Reinecke et Joseph Maria Homeyer). Quatre ans plus tard, il s'installe à Zurich, et devient l'organiste de Zürich-Enge. Il dirige des chœurs en ville et dans toute la région. En 1902, il est appelé à Bâle et devient professeur à la Schola Cantorum Basiliensis.
Il est en particulier l'auteur en 1923 d'un oratorio pour solistes, chœurs et orchestre, op. 25 : Le Laudi di San Francesco d'Assisi, cantico del sol (Cantique des Créatures) sur un texte en italien dialectal de Saint François d'Assise.

## Œuvres

### Œuvres vocales
- St. Jakob an der Birs, Festspiel op.13
- Musik zum Riehener Festspiel, op.24
- Die erste Walpurgisnacht, Cantate o.op. (1910)
- Le Laudi di San Francesco d‘ Assisi, Oratorio op.25
- Chorlieder opp. 3, 6, 7, 9, 11, 14, 16, 19, 27
- Lieder und Duette opp. 2, 8, 12, 15, 22

### Œuvres instrumentales
- Streichquartett en ré majeur, op.1
- Streichquartett en ut dièse mineur, op.10
- Streichsextett en ut majeur, op.18
- Streichquartett en sol majeur, op.20 Amselrufe
- Sextuor à cordes (1921)

### Œuvres orchestrales
- Sinfonie ré mineur, op.17 (1914)
- Concerto pour violon (1924)